# Sphaerias blanfordi
Sphaerias blanfordi е вид прилеп от семейство Плодоядни прилепи (Pteropodidae). Видът не е застрашен от изчезване.

## Разпространение и местообитание
Разпространен е в Бутан, Виетнам, Индия, Китай, Мианмар, Непал и Тайланд.
Обитава гористи местности, национални паркове, планини, възвишения и склонове.

## Описание
Теглото им е около 28,9 g.